# Adelphos rolandi
Adelphos rolandi is een rondwormensoort uit de familie van de Desmodoridae. De wetenschappelijke naam van de soort is voor het eerst geldig gepubliceerd in 1997 door Ott.